# Трікстер (музикант)
Трікстер (англ. Trickster, справжнє ім'я Юрген Піхлер) - австрійський музикант, який проживає у Великобританії, відомий своїм еклектичним музичним стилем. 

## Музична кар'єра
Співак Трікстер дебютував у листопаді 2022 року з синглом Thank Fuck It's Christmas, в якому разом з Королівським філармонічним оркестром виконав нецензурну пісню, що відображає напруженість і стрес того року. Слова пісні написав Гай Чемберс (автор пісень і продюсер Роббі Вільямса) у співпраці з коміком Стівом Ферстом і групою Трікстер. Описана як "єдина різдвяна пісня, яка могла б з'явитися у 2022 році", її текст націлений на проблемні фактори того року, такі як діяльність уряду Великобританії, криза вартості життя, пандемії, спроби ультра-багатіїв переселитися на Марс.
Також була випущена чиста версія під назвою Praise Be It's Christmas, а два відеокліпи на неї стали вірусними, набравши кілька мільйонів переглядів на YouTube. Один з цих кліпів зняв Філ Гріффін (відомий своєю роботою з Емі Вайнгауз, Діаною Росс, Полом Маккартні), а інший, знятий у швейцарських Альпах, - Норберт Блеха (Реквієм для Домініка, Вольфслібе).
Гроші, отримані від продажу обох пісень, Трікстер пожертвував благодійним організаціям, що займаються проблемами дитячого та соціального голоду. Під гаслом "Справжні зміни - це не жарти" Трікстер і його команда роздали продукти харчування кільком продовольчим банкам у Великій Британії. Південно-західний продовольчий банк Белфаста, розташований в одному з найбільш бідних районів, отримав значний поштовх завдяки цій кампанії (вони ледь не пропустили її, оскільки спочатку подумали, що це жарт, враховуючи несподівану суму, спрямовану на цей досить незабезпечений регіон країни). Свою увагу до таких деталей, як поживна цінність їжі, співак пояснив власним дитячим досвідом, пов'язаним з відсутністю достатнього харчування.
У цих кліпах справжнє обличчя Трікстера було приховане за анімацією, що спонукало до спекуляцій про те, ким він може бути. Дехто цікавився, чи був він співавтором текстів пісень Стівом Фурстом, чи якоюсь популярною особистістю, з якою Гай Чемберс працював раніше, або ж якимось колишнім відомим ім'ям, яке потьмяніло і з яким потрібно було звести рахунки.
У травні 2023 року Трікстер випустив сингл Still Kicking, натхненний автокатастрофою, яку він пережив у 2017 році на півдні Франції, з музикою, яку описують як таку, що спирається на альтернативний рок кінця 90-х, американську музику та кінематографічні саундтреки. Трек був спродюсований Гаєм Чемберсом, Річардом Флеком та Trickster. У кліпі співак знявся без жодної анімації, щоб приховати своє обличчя, а разом з історією пісні в пресі з'явилася додаткова інформація про те, що він є австрійцем, який проживає у Великій Британії.
У листопаді 2023 року Trickster випустив "Silent Night" vs "Santa Claus Is Coming To Town", суміш двох різдвяних класичних пісень за участю вокальної групи Swingle Singers. З цієї нагоди у ЗМІ також згадувалося справжнє ім'я цього співака - Юрген Піхлер (власник бренду Trickster). Він вже був відомий як продюсер різних гуртів і музикантів (наприклад, австрійського гурту Hunger) і як автор пісень (наприклад, Olé Hola Патріка Лінднера). Він також підтримував благодійні ініціативи, такі як "Зупинити цуценячу мафію" в Австрії.
23 квітня 2024 року (День Святого Георгія) Трікстер представив свою версію національного гімну Великої Британії Боже, бережи короля, записану разом з Королівським філармонічним оркестром на Abbey Road Studios. Він зазначив, що хотів створити цю версію, щоб висловити свою любов до Сполученого Королівства. Трек став першим, записаним для короля Чарльза іноземцем. На етапі виробництва, повертаючись з Португалії другим пілотом на гелікоптері, він був змушений здійснити екстрену посадку на фермі на північному заході Іспанії через технічні труднощі.
У травні 2024 року Трікстер оголосив на Каннському кінофестивалі про проект пригодницького трилера "Туристичні агенти" (продюсер: Норберт Блеха), заснованого на історії його життя, з бюджетом у 85 мільйонів фунтів стерлінгів. Він виступить виконавчим продюсером і зіграє у фільмі самого себе. Він також співпрацює з Гаєм Чемберсом у створенні саундтреку до фільму. Спочатку головну роль у фільмі отримав Жерар Депардьє, що означало б його повернення після трирічної перерви (пов'язаної з арештом після звинувачень у сексуальному насильстві). Однак, зважаючи на суперечки, які невдовзі викликав цей кастинг, продюсери переглянули своє рішення і відкликали цей вибір.

## Дискографія
- Thank Fuck It's Christmas (сингл, 2022)
- Still Kicking (сингл, 2023)
- "Silent Night" vs "Santa Claus Is Coming To Town" (сингл, 2023)
- Be Careful What You Wish For (сингл, 2024)
- God Save the King (сингл, 2024)